# Modest Napunyi
Modest Napunyi est un boxeur kényan né le 13 mars 1957 à Nairobi et mort le 20 décembre 2002 dans la même ville.

## Carrière
Modest Napunyi est médaillé d'argent dans la catégorie des poids plumes aux Jeux africains d'Alger en 1978.